# Militärflugplatz Powidz

i7
i11
i13
Die 33. Baza Lotnictwa Transportowego (33. Transportluftstützpunkt) ist ein Militärflugplatz der polnischen Luftstreitkräfte (Siły Powietrzne Rzeczypospolitej Polskiej). Die Basis liegt in der Woiwodschaft Großpolen im Powiat Słupecki (Landkreis Slupca) etwa sechs Kilometer südwestlich des Zentrums von Powidz/Kurheim. Der polnische Militärflugplatz mit der längsten Start- und Landebahn ist die Hauptbasis des 3. Lufttransportgeschwaders.

## Geschichte
Im Jahr 1956 wurde der Flugplatz Powidz Stützpunkt von Kampfflugzeugen. Bis zum Ende des 20. Jahrhunderts war der Flugplatz Basis des 7. Jagdbomberregiments, das in diesen Jahrzehnten mehrfach seine Bezeichnung änderte. Das Regiment und seine Unterstützungseinheiten wurden im Jahr 1999 zur 11. Luftbasis und der 7. Kampfstaffel umorganisiert. Hinzu kam noch die 6. Kampfstaffel des aufgelösten 6. Jagdbomberregiments 
aus Piła. Im Jahr 2002 wurde die Einrichtung in 21. Luftbasis umbenannt. Die beiden Su-22-Staffeln verließen die Basis 2007 bzw. 2008.
Zwischen 2009 und 2012 trafen fünf gebrauchte C-130E auf der Basis ein, die 2010 damit einhergehend in 33. Luftbasis umbenannt wurde. Die Helikopter der 15. Spezialeinsatzstaffel kamen 2010 aus Bydgoszcz/Bromberg nach Powidz. Sie wurde im Folgejahr in 7. Spezialeinsatzstaffel umbenannt. Der Austausch der „Hercules“ der E-Baureihe durch ebenfalls gebrauchte H-Modelle begann 2022.
Darüber hinaus wurde die Basis 2022 neuer Standort des Hauptquartiers von Rotationen der United States Army Aviation Branch im Rahmen der Operation Atlantic Resolve (OAR), das sich zuvor im fränkischen Illesheim befand. Ebenfalls im Jahr 2022 begann auch der Bau einer US-amerikanischen sogenannten Deployable Air Base System-Facilities, Equipment, and Vehicle (DABS-FEV) zur Unterstützung des Flugbetriebs der United States Air Force von nur zeitweilig genutzten Flugplätzen. Hierzu wurde die Basis anschließend ausgebaut.

## Heutige Nutzung
Die Basis beherbergt zurzeit (2023):
- 3. Lufttransport-Geschwader (3. Skrzydło Lotnictwa Transportowego), bestehend aus der fliegenden Gruppe mit der 14. Eskadra Lotnicza (14 el), einer Lufttransportstaffel mit C-130E/H (seit 2009/2022) und PZL M-28TD, und der 7. Eskadra Działań Specjalnych (7 eds), einer Spezialeinsatzstaffel mit Mi-24D- und Mi-17-1W-Helikoptern. Hinzu kommen noch die Technische und die Unterstützungsgruppe.

Daneben operieren vorübergehend auch immer wieder Rotationen von Transportfliegern der United States Air Force (USAF) von Powidz aus, die meist auch mit der „Hercules“ ausgerüstet sind.
Hinzu kommen seit Mitte 2022 rotierende Kontingente von Kampfbrigaden der US Heeresflieger. Deren Hauptquartier war bis zu diesem Zeitpunkt das fränkische Illesheim. Die Hubschrauber selbst operieren regelmäßig von verschiedenen Basen im östlichen Mitteleuropa.

### Kontingente
| Datum                               | Verband (Heimatbasis)      | Anzahl Hubschrauber |
| ----------------------------------- | -------------------------- | ------------------- |
| 12. September 2022 bis 10. Mai 2023 | 1st AD CAB (Fort Bliss/TX) | [ 6 ]               |
| 10. Mai 2023 bis 16. November 2023  | 3rd CAB (Fort Stewart/GA)  | 109                 |
| 16. November 2023 bis 10. Juli 2024 | 1st CAB (Fort Riley/KS)    | ca. 84              |
| seit 10. Juli 2024                  | 1st ACB (Fort Cavazos/TX)  | [ 11 ]              |

Für frühere Kontingente sowie ihre typische Zusammensetzung an Hubschraubern siehe bei Flugplatz Illesheim. Nach dem Umzug nach Posen gehören auch Drohnen der Typen MQ-1C und RQ-7B zu den Kontingenten. Neben der früheren Hautbasis Illesheim werden Standorte wie Lielvārde, Mihail Kogălniceanu oder Nowo Selo genutzt.

## Zivile Mitnutzung
Eine beschränkte zivile Mitnutzung findet in Form von Jet-Charter statt.

## Zukunft
Im Jahr 2019 wurde bekannt, dass am Rande des Flugplatzes ein großes Materialdepot der United States Army (US Army) entstehen soll.